# فرودگاه یادبود رالف وین
 فرودگاه یادبود رالف وین (به انگلیسی: Ralph Wien Memorial Airport) یک فرودگاه همگانی بهره‌برداری هوایی با کد یاتا OTZ است که یک باند فرود آسفالت دارد و طول باند آن ۱۷۹۸ متر است. این فرودگاه در کشور ایالات متحده آمریکا قرار دارد و در ارتفاع ۴ متری از سطح دریا واقع شده است.